# Klackenbergia
Klackenbergia es un género con dos especies de plantas con flores perteneciente a la familia Gentianaceae.

## Taxonomía
El género fue descrito por  Jonathan Kissling y publicado en Taxon 58(3): 910. 2009.

## Especies aceptadas
A continuación se brinda un listado de las especies del género Klackenbergia aceptadas hasta marzo de 2014, ordenadas alfabéticamente. Para cada una se indica el nombre binomial seguido del autor, abreviado según las convenciones y usos.
- Klackenbergia condensata (Klack.) Kissling
- Klackenbergia stricta (Schinz) Kissling